# Bianca Roosenboom
Bianca Roosenboom (augustus 1989) is een Nederlands oud-inline-skater, marathonschaatsster en langebaanschaatsster. 

## Biografie
Roosenboom is meervoudig Nederlands kampioen skeeleren. Omdat dit geen olympische sport is, raakte Roosenboom in 2018 haar A-status kwijt en daarmee haar inkomen. Sindsdien is ze noodgedwongen geen full-prof meer.
In 2008 en 2009 behaalt Roosenboom een zilveren medaille op het EK inline-skaten op het onderdeel 5000 m aflossing. In 2010 weet ze deze medaille wederom te prolongeren.
In 2011 haalt ze de gouden medaille op dit onderdeel, en een zilveren medaille op het onderdeel sprint. In 2013 behaalt ze de gouden medaille op het onderdeel gemixte aflossing. 
In 2008 reed Roosenboom voor het eerst op de Wereldkampioenschappen inline-skaten. In 2013 behaalt ze daar de bronzen medaille op het onderdeel 5000 meter aflossing.
In 2013 bezat Roosenboom meerdere nationale records bij het inline-skaten. In het najaar van 2016 verbleef de Amerikaanse inline-skater Erin Jackson voor drie maanden bij Roosenboom die haar meenam naar de ijsbaan in Dronten waar ze haar eerste schaatspassen maakte.
Bij het langebaanschaatsen nam Roosenboom in 2013, 2015, 2017, 2019 en 2020 deel aan de NK afstanden op het onderdeel massastart.
In februari 2022 neemt Roosenboom na zeventien jaar afscheid van de schaatssport.

## Persoonlijke records[7]
| Afstand    | Tijd    | Datum           | Baan       |
| ---------- | ------- | --------------- | ---------- |
| 500 meter  | 40,85   | 11 oktober 2015 | Inzell     |
| 1000 meter | 1.21,15 | 10 oktober 2015 | Inzell     |
| 1500 meter | 2.03,96 | 11 oktober 2015 | Inzell     |
| 3000 meter | 4.28,78 | 5 december 2015 | Heerenveen |